# ボブ・ホートン
ロバート・ダグラス・ホートン (英語: Robert Douglas Houghton、1947年10月30日 - 、通称：ボブ・ホートン、ボビー・ホートン) は、イングランドの元サッカー選手、サッカー指導者である。ホートンはAFCアジアカップ2011においてサッカーインド代表の監督を務めていた。監督としてのキャリアは40年以上、10の異なる国で指揮をとっている。現役時代は背が高くフィジカルの強いFWとして知られていた。

## キャリア

### 初期
サッカー選手としては、ホートンは主にMFを務め、フラム (1966–69) 、ブライトン・アンド・ホーヴ・アルビオン (1969–70) などでプレーした後監督へと転身した。ホートンは当時イングランドでは有数の若い監督であり、23歳でサザンフットボールリーグ所属のヘイスティングス・ユナイテッドと選手兼監督として契約した。選手と兼任していた当時、彼は1963年から83年までFAのテクニカルディレクターを務めていたアレン・ウェイドの薫陶を受けた。1970年代前半、ホートンはメイドストーン・ユナイテッドの監督も務め、イプスウィッチ・タウンFCではボビー・ロブソンのアシスタントコーチとして働いていた。

### マルメFF
1974年、ホートンはスウェーデン、マルメFFの監督に就任した。ホートンはクラブを国内リーグ制覇に導き、さらに国際大会でも健闘した。UEFAチャンピオンズカップ 1978-79決勝ではノッティンガム・フォレストに0-1で敗れたもののクラブを準優勝へと導いた。当時の選手はマルメから60km以内の出身の選手のみで構成されていた。2012年現在、スウェーデンのクラブチームがUEFAチャンピオンズリーグとその前身となるUEFA主催のクラブ国際大会で決勝へと勝ち進んだのはこれが最後となっている。
ホートンはリーグ制覇とともにカップ戦であるスヴェンスカ・クッペンも複数回制覇し、1979年にはインターコンチネンタルカップへと参加した。(ヨーロピアンカップ優勝のノッティンガム・フォレストは参加を辞退した) マルメはコパ・リベルタドーレス1979王者のパラグアイのオリンピア・アスンシオンと対戦したが、敗れて準優勝に終わった。

### スウェーデンでの革命
ホートンの初期の頃のキャリアは彼の友人であるロイ・ホジソンと密接に関わっている。彼らはメイドストーン、ストランラー、ブリストル・シティで共に仕事をした。彼らはスウェーデンリーグのアルスヴェンスカンでも共に異なるチームで指揮を採ったことがある。
ホートンは1974年にスウェーデンのマルメの監督へと就任し、2年後にホジソンがハルムスタッドの監督に就任した。彼らはスウェーデンに新しいサッカーをもたらし、ゾーンディフェンスを国内で初めて導入した。当時スウェーデンではスイーパーを使用したマンマークディフェンスが主流であり、3人もしくは5人でディフェンスをすることが普通であった。二人はスウェーデンではイングランドのロイ、イングランドのボブとして知られていた。
ゾーンディフェンスの他に、プレスを多用しオフサイドラインを高く設定する戦術も導入した。彼らのチームはディフェンスの背後にロングボールを蹴りこむカウンターアタックを得意としていた。ピッチを広く使い、最終ラインにリベロを、最前線に2人のセンターフォワードをおいて選手をバランスよく配置する代わりに、彼らはゾーンディフェンスでディフェンスの4人がオフサイドラインを高く設定し、ボールを奪ったら即座に最前線へとパスを送るスタイルで戦っていた。

### 1980～90年代
ギリシャのエスニコス・ピレウスで指揮をとった後、ホートンは1980年に故郷のイングランドへ帰還し、ブリストル・シティで監督を務めた。アシュトン・ゲートではクラブの資金難から降格を余儀なくされ、ホートンはウィンブルドンFCに敗れた後監督を辞任した。その後、ホートンは北米サッカーリーグに所属していたトロント・ブリザードで1982年から1984年まで指揮をとった。その後、サウジアラビアに渡ってアル・イテハドの指揮をとり、スウェーデンのエルグリーテISやマルメFFで指揮をとった。1993年にアル・イテハドで再度指揮をとった後、1994年4月にスイスのFCチューリッヒの監督に就任、1995年3月に辞任するまで1年間指揮を採った。1996年、ホートンはメジャーリーグサッカー (MLS) のコロラド・ラピッズで指揮をとったが、1年で解任された。

## 代表監督

### 中国
1997年、ホートンは1998 FIFAワールドカップ・アジア予選で敗退し、ワールドカップ出場を逃していた中国代表の監督に就任した。数週間でホートンは全選手の名前を覚えた。これは中国代表の外国人監督としては異例のことで、チームの信頼と自信を得る際に役立った。中国はホートン就任後すぐに行われたダイナスティカップで2位に入り、彼は中国代表がそれまで行なっていなかった効果的な技術トレーニングを取り入れた。自信を付けた選手たちは1998年のアジア競技大会で銅メダルを獲得した。シドニーオリンピックのアジア予選で敗退するとホートンは1999年に中国代表監督を辞任した。ホートンは後に中国スーパーリーグでクラブ監督やインストラクターを務めた。

### ウズベキスタン
2005年、ホートンはサッカーウズベキスタン代表の監督に就任し、2006 FIFAワールドカップ・アジア予選を戦った。アジア予選プレーオフではサッカーバーレーン代表と対戦、ウズベキスタン代表は初戦を1-0で制したものの、国際サッカー連盟が審判のミスのため試合結果は無効であると宣言したため再試合を行うことになり、再試合の末にウズベキスタンはアウェーゴールルールにより敗れ、ワールドカップ出場を逃した。

### インド
数ヶ月間中国リーグの長沙金徳で監督を務めた後、ホートンは2006年6月にインドサッカー連盟と契約、サッカーインド代表監督となった。就任後インド代表のパフォーマンスが向上し、2007年8月に行われたネルー・カップで優勝した。
翌年、インド代表は南アジアサッカー選手権2008でモルディブ代表に敗れるなど苦戦が続いたが、ホートンは2008年8月に行われたAFCチャレンジカップ2008でサッカータジキスタン代表を4-1で破って初優勝、カタールで開催されたAFCアジアカップ2011の出場権を獲得した。
2009年にネルー・カップ二連覇を達成すると、契約延長について問題が起こり2010年に監督を辞任した。
しかし、後に2013年まで契約を延長することで合意した。しかしAFCアジアカップ2011ではグループCにおいて3戦全敗で敗退、全インドサッカー連盟の幹部は代表のパフォーマンスに関して落胆していると表明、技術委員会はホートン更迭へと動いた。
2011年4月23日、ホートンは正式に全インドサッカー連盟と契約を解消することで合意。ホートンはマレーシアで開催されたAFCチャレンジカップ2012予選で最後の指揮を採った。インドはグループBにおいてパキスタン、チャイニーズタイペイ、トルクメニスタンを抑え1位で予選を突破した。

## 獲得タイトル

### 監督
マルメFF
- アルスヴェンスカン (3): 1974, 1975, 1977
- スヴェンスカ・クッペン (4): 1974, 1975, 1978, 1980

インド
- AFCチャレンジカップ (1): 2008
- ネルー・カップ (2): 2007, 2009